# Ulf Hasseltorp
Ulf Karl Åke Hasseltorp, född 28 september 1960 i Storkyrkoförsamlingen, Stockholm, är en svensk skådespelare.

## Filmografi
- 1973 – Den vita stenen (TV-serie)
- 1975 – Maria
- 1975 – Barnen från vildmarken (röst)
- 1978 – Dante - akta're för Hajen!
- 1980 – Mannen som blev miljonär
- 1984 – Slagskämpen
- 1990 – Kniven i Karlavagnen

## Teater

### Roller (ej komplett)
| År   | Roll  | Produktion                        | Regi                           | Teater |
| ---- | ----- | --------------------------------- | ------------------------------ | ------ |
| 1978 | Bosse | Karlsson på taket Astrid Lindgren | Staffan Götestam Sven Lindberg | Folkan |